# Сторонній
«Сторо́нній» (фр. L'Étranger; інший варіант перекладу: «Чужий») — дебютний роман французького письменника Альбера Камю. Твір написаний у 1942 році. Повість написана у своєрідному стилі — короткими фразами в минулому часі. Вона надзвичайно сильно вплинула на більшість французьких і європейських авторів другої половини XX століття. 
У творі йдеться про історію якогось Мерсо&nbsp;— француза, що мешкає в Алжирі і скоїв убивство, проте не розкаявся, відмовився захищатися в суді, і зрештою суд призначив йому смертну кару. Відомою є перша фраза книги&nbsp;— «Моя мати померла сьогодні. А може і вчора, не знаю точно». 

## Сюжет
Оповід ь веде 30-річний француз, щоколоніальному Алжирі. Його ім'я є невідомим, але прізвище побіжно згадується — Мерсо. Описано три ключові події в його житті — смерть матері, вбивство місцевого жителя і суд, а також нетривалі стосунки з дівчиною.
На суді Мерсо правдиво заявляє, що спустив курок пістолета «через сонце», чим викликає в залі сміх. На присяжних справляє найбільше враження те, що Мерсо не плакав на похоронах своєї матері, отже, він людина безсердечна і не гідна того, щоб жити.
В останньому розділі книги до камери засудженого до смертної кари Мерсо приходить священник, щоб збудити в ньому віру в Бога. Навідріз відмовляючись акцептувати віру в інше життя, оповідач вперше виходить з напівсонної рівноваги і впадає в шаленство.

## Тематика
У «Сторонньому» прийнято бачити творчий маніфест Камю, його проповідь абсолютної свободи. Людське існування представлено в повісті як ланцюжок випадковостей, що практично не залежать від волі суб'єкта, який пристосовується, як може, до пропонованих умов. Книга просякнута африканським сонцем, яке і виступає справжнім вбивцею: злочин Мерсо, здається, викликаний випадковою грою світла і сонця у нього в очах.
Камю говорив, що його самотній герой воліє вести приватне життя, якому не чужі чуттєві насолоди, на краях суспільства. Він закоханий у сонце і не терпить тіней. Не бажаючи обманювати присяжних, Мерсо погоджується померти за правду: «єдиний Христос, якого ми заслуговуємо». Його вина в тому, що він не грає за нав'язаними йому правилами, що він відмовляється брехати собі та іншим. Ця відмова грати за чужими правилами і перетворює його в чужинця, «стороннього» для суспільства.
Камю, можна сказати, висловив ідею книги в парадоксальній формі: «У нашому суспільстві будь-хто, хто не плаче на похороні матері, ризикує бути засудженим до смерті».

## Літературний стиль
Повість написана від першої особи короткими ясними фразами у минулому часі. Читач дивиться на події очима Мерсо й з цієї ж причини ототожнює себе з ним. Сухому, безпристрасному стилю Камю після війни наслідували багато письменників як у Франції, так і за її межами. Літературознавці характеризували неминуче, немов в давньогрецькій трагедії, розгортання дії як «новий класицизм», відзначали «раціональний, холоднуватий, дисциплінований стиль» автора-початківця.

## Екранізації та алюзії

### Кіноадаптації/алюзії

#### Прямі екранізації
- 1967 Lo Straniero, режисер Лукіно Вісконті (Італія)
- 2001 Yazgı ( Доля ), режисер Зекі Деміркубуз (Туреччина)

#### Алюзії
- Американський психологічний фільм жахів 1990 року «Драбина Джейкоба». У першій сцені, де Джейкоб більше не воює в джунглях В’єтнаму, він сидить у потязі метро і читає «Стороннього».[5]
- 2014 Фільм «Азартний гравець»
- 2015 Серіал «Божевільні», сезон 7, серія 12: «Ending»

### У піснях
- « Killing an Arab », дебютний сингл Cure 1979 року, був описаний Робертом Смітом як «коротка поетична спроба стиснути моє враження від ключових моментів у «l'entranger».[sic]  (Сторонній) Альбера Камю». [6]
- «Ночь короче дня» з однойменного альбому російського хеві-метал-гурту «Арія» 1995 року заснована на зустрічі Мерсо з капеланом у фінальній сцені роману. Пісня співається від першої особи Мерсо і містить рядки: «Крики ненависті будуть моєю нагородою / Після смерті я не буду самотній».
- Наприкінці «Asa Phelps Is Dead» з альбому «Ghost Stories» гурту «The Lawrence Arms» уривок, у якому Мерсо погоджується зі своєю неминучою стратою, читає Кріс МакКоган.
- Фольк-виконавець і автор пісень Ерік Андерсен має пісню під назвою «The Stranger (Song of Revenge)», одну з чотирьох пісень, заснованих на творах Камю на його міні-альбомі The Shadow and Light of Albert Camus 2014 року.
- Третій сингл Tuxedomoon називався «The Stranger» і був перероблений у 1981 році як «L'étranger (Gigue existentielle)» для міні-альбому Suite en sous-sol. Тексти обох версій містять прямі згадки про смерть матері головного героя та очікування, що він заплаче на її похоронах. [7]
- Перший сингл Avenged Sevenfold " Nobody " з Life Is But a Dream... був натхненний книгою "Сторонній". [8]
- У першому куплеті «Versailles» з альбому «Aethiopes » Біллі Вудса Вудс прямо згадує про вбивство в книзі: «На цих вулицях жарко, мосьє, я міг би застрелити араба».
- Турецька рок-пісня «Yabancı» («Незнайомець»), написана та складена Атою Акдагом і виконана Ферідуном Дюзаґачем із Яєю, присвячена однойменному роману Камю. Рядки з пісні: «Дні не роблять прогрес, втратили імена, Все одно / Я постукав у двері лиха / Я сторонній, що вбиває для іншого». Пісня увійшла в альбом “10'a Özel”, який вийшов у 2019 році.

### Комп'ютерні ігри
- Limbus Company, [9] інді-рольова гра в жанрі жахів від південнокорейського розробника Project Moon, яка вийшла у 2023 році. Мерсо є одним із дванадцяти ігрових персонажів і значною мірою натхненний Мерсо з L'Étranger. Він перефразовує цитату "Aujourd'hui, Maman est morte. Ou peut-être était-ce hier, je ne sais pas." з L'Étranger у проморолику свого персонажа. Пізніше цитату було змінено на "Aujourd'hui, j'ai tué maman. Ou peut-être était-ce hier." (Сьогодні я вбив маму, а може, це було вчора) через проблеми з авторськими правами.

## Українські переклади та видання
1989 р. — Сторонній, перекладач Анатолій Перепадя:
- Камю, Альбер. Сторонній. Чума. Падіння. Роман і повісті. Вигнання і царство. Оповідання. Пер. з фр. Вибрані твори. К.: «Дніпро», 1989.
- Камю, Альбео. Сторонній. Чума. Падіння. Вигнання і царство. Проза. Бунт в Астурії. П'єса. Пер. з фр. Твори у 3-ох томах. Х.: «Фоліо», 1994.
- Камю, Альбер. Сторонній/Пер. з фр.//Зарубіжна проза першої половини ХХ сторіччя: Новели, повісті, притчі (Посібник для 11 класу загальноосвітніх навчальних закладів). — К.: «Навчальна книга», 2002.

2019 р. — «Чужий», перекладач Петро Таращук (Харків, вид-во «Фоліо»).